# Штенглин, Иоганн
Иога́нн Ште́нглин (нем. Johann Stenglin; ок. 1700–1710, Аугсбург, Священная Римская империя — 1777, Санкт-Петербург, Российская империя) — немецкий и русский гравёр-меццотинтист, деятель елизаветинской россики, приближённый Якоба Штелина; мастер портрета, также гравировал религиозные сюжеты, писал портретные миниатюры.

## Жизнь и творчество
Родился в семье состоятельного бюргера; обучался гравёрному искусству, как считается, под руководством Иоганна Георга Фридриха Боденера (1691–1730) — представителя известной аугсбургской династии меццотинтистов; сообщается о портрете Боденера, исполненном Штенглином по оригиналу миниатюриста Георга Фридриха Динглингера. В 1741 году, по приглашению Якоба Штелина, Штенглин приехал в Петербург и стал работать при вновь открытом тогда художественном департаменте Академии наук. Первые листы его (портреты русских государей), гравированные «чёрной манерой», исполнены крайне грубо. В 1744 году вследствие недоразумений с директором академии Шумахером, Штенглин должен был оставить художественный департамент, но продолжал работать по его заказам сдельно, причём неоднократно работа его бывала весьма удачна и он получал за неё значительные, по тому времени, суммы.
Около 1750 года, вследствие продолжавшихся недоразумений с академическим начальством, Штенглин должен был уехать в Москву, где жил в крайней бедности, зарабатывая себе на пропитание писанием портретов миниатюрой. В 1763 году академик Штелин разыскал его в Москве, поместил в доме Бестужева и дал ему возможность вновь приняться за работу «чёрной манерой». По настоянию того же Штелина, Штенглин был в 1765 году снова приглашён в Академию наук и приехал в Петербург. Здесь ему поручено было обучить «шварцкунстному мастерству» двух учеников Василия Соколова и Елисея Фёдорова, которые, по свидетельству академических журналов, «в скором времени оказали такие успехи, что сами могли гравировать портреты». В 1768 году (согласно С. Н. Кондакову) Штенглин был принят в Академию художеств для обучения учеников по контракту на один год; в 1769 году контракт был продолжен на один год.
Работ Штенглина очень много; из них: серия из восемнадцати портретов русских государей (несколько изданий); «Самсон и Далила» (отлично выгравированный лист), затем портреты датского посла в Петербурге Андреаса Шумахера, академика Штелина, математика Эйлера (при одном из отчётов академии наук) и Лестока (довольно редкий).  Некоторые из досок Штенглина приобретены Академией художеств; большинство же оттисков с его произведений находились в собраниях русских гравюр княгини Белосельской-Белозерской и Д. А. Ровинского. В делах канцелярии Академии наук хранится 11 гравированных Штенглином рисунков, воспроизводящих северные сияния, которые наблюдались Ломоносовым в Петербурге.